# Порядок наследования грузинского престола

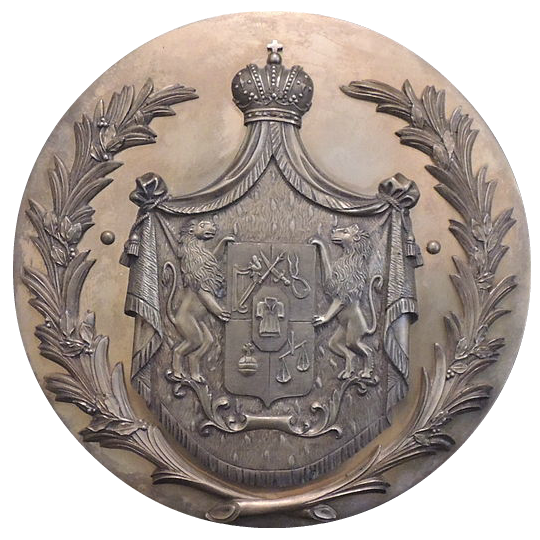
Герб династии Багратионов

Порядок наследования грузинского престола, не существующего с 20 февраля 1810 года, является актуальной проблемой для грузинских монархистов (см. Монархизм в Грузии). Правящей династией в едином Грузинском царстве и ряде государств, возникших после его распада в 1490 году, была династия Багратионов, в которой было принято наследование по прямой линии с преимуществом мужского пола над женским.

## Две основные ветви
В течение XX века на грузинский престол претендовали представители Грузинской и Багратион-Мухранской ветвей. Князья Багратион-Грузинские происходят по прямой мужской линии от последнего царя Картли-Кахетии Давида XII. Князья Багратион-Мухранские, хотя и не являются потомками последних грузинских царей, принадлежат к династически более старшей ветви Багратионов (они являются потомками царя Александра I, умершего в 1446 году). После установления советской власти Багратион-Мухранские эмигрировали и жили в основном в Испании, а Багратион-Грузинские остались в Грузинской ССР.
Нынешним главой дома Багратион-Грузинских и, соответственно, претендентом на престол является Анна Нугзаровна Багратион-Грузинская (внучка поэта и кинематографиста, заслуженного артиста республики Петра Петровича Грузинского). Вторую линию возглавляет её бывший супруг Давид Георгиевич Багратион-Мухранский, родственник Леониды Георгиевны Багратион-Мухранской, супруги Владимира Кирилловича Романова, и нынешних претендентов на несуществующий российский престол из ветви Кирилловичей. В 2008 году Давид Георгиевич Багратион-Мухранский переехал в Грузию и принял грузинское гражданство.

## Династический союз
8 февраля 2009 года действующий претендент Багратион-Мухранской линии Давид Георгиевич женился в Тбилисском соборе Святой Троицы (Цминда Самеба) на наследнице Багратион-Грузинской линии Анне Нугзаровне. К свадьбе было привлечено значительное внимание прессы. От первого брака у Анны есть две дочери. Если у Давида и Анны родится сын, он, таким образом, в глазах грузинских монархистов станет неоспоримым объединённым претендентом на грузинский престол. Это и произошло 27 сентября 2011 года. Наследник был назван Георгием. Однако эти претензии не признаются многими российскими монархистами, поскольку, согласно Георгиевскому Трактату, после присоединения Грузии к Российской Империи титул царя Грузии перешёл к Романовым. В 2013 году брак распался.

## Линия Багратионов-Грузинских
- Царь Георгий XII (1746—1800)
  -  Царь Давид XII (1767—1819)
  - Иоанн Георгиевич Багратиони (1768—1830)
    -  Григорий Иванович Багратиони (1789—1830)
      -  Иоанн Григорьевич Грузинский (1826—1880)

  - Баграт Георгиевич Багратиони (1776—1841)
    - Давид Багратович Грузинский (1819—1888)
    - Александр Багратион Грузинский (1820—1865)
      - Пётр Александрович Грузинский (1857—1922)
      - Георгий Багратион-Грузинский (1858—1922)
      -  Михаил Багратион-Грузинский (1860—1935)
        - Константин Петрович Грузинский (1915—1939)
        -  Пётр Петрович Грузинский (1920—1984)
          - Нугзар Багратион-Грузинский (1950—2025)
            - Анна Нугзаровна Багратион-Грузинская (род. 1976)
              - (1) Георгий Давидович Багратион (род. 2011)
              - (2) Ирина Григорьевна Малания (род. 2003)
              -  (3) Мириам Григорьевна Малания (род. 2007)

            -  (4) Майя Нугзаровна Багратион-Грузинская (род. 1978)
              - (5) Темур Николаевич Чичинадзе
              -  (6)  Анна Николаевна Чичинадзе

          - Дали Петровна Багратион-Грузинская (1939—2019)
          -  (7) Мзевинар Петровна Багратион-Грузинская (род. 1945)

  - Теймураз Георгиевич Багратиони (1782—1846)
  - Михаил Георгиевич Грузинский (1783—1861)
  - Джибраил Георгиевич Багратиони (1788—1812)
  - Илья Багратион-Грузинский (1790—1854)
    -  Григорий Ильич Грузинский (1833—1899)
      - Александр Гиргорьевич Грузинский (1866—1917)
      - Илья Григорьевич Багратион-Грузинский (1867—1947)
      -  Петр Григорьевич Багратион-Грузинский (1868—1922)
        -  Пётр Петрович Грузинский (1916—2006)
          - Евгений Петрович Грузинский (1947—2018)
          - (8) Марина Петровна Грузинская (род. 1950)
          - (9) Екатерина Петровна Грузинская (род. 1956)
            - (10) Владимир Сергеевич Платонов (род. 1986)
            -  (11) Пётр Сергеевич Платонов (род. 1993)

    -  Николай Ильич Грузинский (1844—1916)

  -  Окропир Георгиевич Грузинский (1795—1857)

## Линия Багратионов-Мухранских
- Князь Ираклий Георгиевич Багратион-Мухранский (1909—1977)
  - Георгий Ираклиевич Багратион (1944—2008)
    - Ираклий Багратион-Мухранский (род. 1972)
    - Давид Багратион-Мухранский (род. 1976)
      -  (1) Георгий Давидович Багратион (род. 2011)

    - (2) Гурам Уго Багратион-Мухранский (род. 1985)
    - (3) Мария Антониетта Багратион-Мухранская (род. 1969)

  - Баграт Багратион-Мухранский (1949—2017)
    - (5) Хуан Хорхе Багратион-Мухранский (род. 1977)
      -  (6) Баграт Багратион-Мухранский (род. 2021)

    -  (7) Инес Багратион-Мухранская (род. 1980)

  -  (8) Мария Багратион-Мухранская (род. 1947)